# Autumn Leaves (utwór muzyczny)
Autumn Leaves (mac. Lisja esenski) – utwór macedońskiego piosenkarza Daniela Kajmakoskiego, który napisał we współpracy z Ałeksandarem Mitewskim i Joakimem Personem. Piosenka została wydana w 2014.
W listopadzie 2014 utwór „Lisja esenski” zwyciężyła w finale Skopje Fest, dzięki czemu została wybrana na propozycję reprezentującą Macedonię podczas 60. Konkursu Piosenki Eurowizji organizowanego w Wiedniu w 2015. Przed konkursem powstała anglojęzyczna wersja utworu, „Autumn Leaves”. W maju została zaprezentowana podczas pierwszego półfinału Eurowizji i zajęła przedostatnie, 15. miejsce, nie kwalifikując się do finału.